# Ryan Padilla
Ryan Padilla ist ein US-amerikanischer Schauspieler und Filmproduzent.

## Leben
Padilla spricht fließend Spanisch. Er erwarb seine Schauspielkenntnisse über Workshops sowie an verschiedenen Filmstudios. Er wirkte 2015 in mehreren Kurzfilmproduktionen mit. 2021 gab er sein Spielfilmdebüt Fast Vengeance. 2024 stellte er im Low-Budget-Film Prepare to Die die Hauptrolle des Diego Padilla dar. 2025 spielte er in einer Episode der Fernsehserie Law & Order: Organized Crime mit.
2014 fungierte er im Film Monsters on Main Street und 2023 im Kurzfilm Ella Unpacks als Filmproduzent.

## Filmografie (Auswahl)

### Schauspiel
- 2015: Face the World (Kurzfilm)
- 2015: The Choking Kind (Kurzfilm)
- 2015: The Perfect Shade (Kurzfilm)
- 2015: The Shoot (Kurzfilm)
- 2017: Subterra (Kurzfilm)
- 2019: F*ck You Lady (Fernsehkurzfilm)
- 2021: Fast Vengeance
- 2021: Blow’n Up (Kurzfilm)
- 2022: Bone, Marry, Bury (Podcast)
- 2022: Spoons (Kurzfilm)
- 2022: Sisters of the Underground (Podcast, 6 Episoden)
- 2023: The Little Death (Kurzfilm)
- 2023: Mortuus Est: Origins (Podcast, 3 Episoden)
- 2023: Ella Unpacks (Kurzfilm)
- 2024: Prepare to Die
- 2025: Law & Order: Organized Crime (Fernsehserie, Episode 5x09)

### Produktion
- 2014: Monsters on Main Street
- 2023: Ella Unpacks (Kurzfilm)